# Zumbrota (Minnesota)
Zumbrota es una ciudad ubicada en el condado de Goodhue en el estado estadounidense de Minnesota. En el Censo de 2010 tenía una población de 3252 habitantes y una densidad poblacional de 469,56 personas por km².

## Geografía
Zumbrota se encuentra ubicada en las coordenadas 44°17′40″N 92°40′23″O / 44.29444, -92.67306. Según la Oficina del Censo de los Estados Unidos, Zumbrota tiene una superficie total de 6.93 km², de la cual 6.91 km² corresponden a tierra firme y (0.22%) 0.02 km² es agua.

## Demografía
Según el censo de 2010, había 3252 personas residiendo en Zumbrota. La densidad de población era de 469,56 hab./km². De los 3252 habitantes, Zumbrota estaba compuesto por el 95.85% blancos, el 0.68% eran afroamericanos, el 0.46% eran amerindios, el 0.74% eran asiáticos, el 0% eran isleños del Pacífico, el 0.55% eran de otras razas y el 1.72% pertenecían a dos o más razas. Del total de la población el 1.63% eran hispanos o latinos de cualquier raza.